# Rezerwat przyrody Mačie diery
Rezerwat przyrody Mačie diery (słow. Prírodná rezervácia Mačie diery) – rezerwat przyrody w grupie górskiej Tatr Zachodnich na Słowacji. Na terenie rezerwatu obowiązuje 5. (w pięciostopniowej skali) stopień ochrony.

## Położenie
Rezerwat leży na słowackiej Orawie, w granicach katastralnych wsi Zuberzec w powiecie Twardoszyn w kraju żylińskim. Obejmuje część grzbietu, opadającego od szczytu Osobitej w kierunku zachodnim przez Okolik nad polanę Brestową, nazywanego Javoriną. Granicami rezerwatu objęto fragment wspomnianego grzbietu od poziomicy 900 m n.p.m. (nad doliną potoku Zimna Woda Orawska) po ok. 1130 m n.p.m. (na zach. od spiętrzenia tego grzbietu, zwanego przez Słowaków również Mačie diery, 1180 m n.p.m.). W całości znajduje się w granicach słowackiego Tatrzańskiego Parku Narodowego.

## Historia
Rezerwat został powołany decyzją Powiatowej Rady Narodowej w Dolnym Kubinie nr 43/1974 z 8 marca 1974 r. na powierzchni 45,63 ha. Nie ustanowiono dla niego pasma ochronnego.

## Charakterystyka
Teren objęty rezerwatem budują głównie szare, warstwowane dolomity ramsauskie i lokalnie wapienie reiflinskie ze środkowego triasu. We wschodniej części występują również kwarcyty oraz kwarcytowe i arkozowe piaskowce ze starszego triasu. Występuje tu wyjątkowo bogate i urozmaicone ukształtowanie terenu, z licznymi basztami i turniami skalnymi, rozdzielanymi głębokimi żlebkami, u których stóp tworzą się niewielkie stożki piargowe. W obszarze występowania skał węglanowych obserwujemy szereg drobnych form krasu powierzchniowego.
Teren rezerwatu w większości porasta bór świerkowy z drobną domieszką jodły pospolitej. Na miejscach skalistych pojawia się pojedynczo modrzew i jawor. Skalne półki i upłazy porastają zespoły wapieniolubnych i ciepłolubnych muraw z licznym udziałem rzadkich gatunków roślin zielnych.

## Przedmiot ochrony
Celem funkcjonowania rezerwatu jest ochrona niezwykle bogato ukształtowanych formacji skalnych i porastających je cennych zespołów roślinności wapieniolubnej, położonych w bezpośrednim sąsiedztwie terenów intensywnie wykorzystywanych turystycznie.